# Tuscola megye
Tuscola megye az Amerikai Egyesült Államokban, azon belül Michigan államban található. Megyeszékhelye Caro, legnagyobb városa Caro. Lakosainak száma 53 323 fő (2020. április 1.). Tuscola megye Huron, Lapeer, Sanilac, Genesee, Saginaw és Bay megyékkel határos.

## Népesség
A megye népességének változása:
| Lakosok száma | 55 678 | 55 350 | 54 668 | 54 263 | 53 777 | 53 323 |
|               | 2010   | 2011   | 2012   | 2013   | 2015   | 2020   |